# FC Erzgebirge Aue
Fussball Club Erzgebirge Aue e.V. é uma agremiação esportiva alemã, fundada a 4 de março de 1946. Fica localizada na região de Aue-Bad Schlema, na Saxônia. Atualmente joga na 3. Fußball-Liga, a terceira divisão do Campeonato Alemão.
Erzgebirge é o nome em língua alemã dos Montes Metalíferos.

## História
A equipe foi fundada com o nome de BSG Pneumatik Aue em 4 de março de 1946, tomando o nome de uma sociedade da Saxônia que produzia pneus. Em 1949, mudado o patrocinador, mudou de denominação para Zentra Wismut Aue. Em 1951, por conta da mudança da sede de parte do governo de Aue para Karl-Marx-Stadt, a atual Chemnitz, a associação passou a se chamar  SC Wismut Karl-Marx-Stadt. Com esse nome o clube venceu a Copa da Alemanha (FDBG Pokal), a Copa Nazional da República Democrática Alemã, em 1955, o Campeonato Alemão da Oberliga, além do Campeonato Nacional da Antiga Alemanha Oriental, em 1956, 1957 e 1959. Foram esses os anos de ouro, dado que depois não ocorreu mais nenhum êxito, embora o time tenha permanecido por longo tempo na máxima divisão do futebol alemão.
Depois da reunificação das duas Alemanhas, o clube foi renomeado para FC Wismut Aue e, em 1993, para FC Erzgebirge Aue, atual nome da gloriosa sociedade.
Em 2003, após anos nas divisões inferiores, o clube foi promovido para a 2. Bundesliga, na qual militou até 2008, ano no qual foi rebaixado para o terceiro módulo. Com o segundo posto na terceira divisão, obtido na temporada 2009-2010, retornou à Zweite Bundesliga.

## Títulos
- Campeão da Alemanha Oriental (Oberliga): 4: 1955, 1956, 1957 e 1959;
- Campeão da Copa da Alemanha (FDBG Pokal):  1955;
- Vice-campeão da Copa da Alemanha (FDBG Pokal): 1959;
- Campeão da Sachsenpokal: 2000, 2001, 2002;
- Copa da Saxônia:  2000, 2001, 2002
- Regionalliga Nord:  2003

## Cronologia recente
| Temporada | Divisão                    | Posição |
| 1999–2000 | Regionalliga Nordost (III) | 3°      |
| 2000–01   | Regionalliga Nord (III)    | 7°      |
| 2001–02   | Regionalliga Nord          | 9°      |
| 2002–03   | Regionalliga Nord          | 1° ↑    |
| 2003–04   | 2. Bundesliga (II)         | 8°      |
| 2004–05   | 2. Bundesliga              | 7°      |
| 2005–06   | 2. Bundesliga              | 7°      |
| 2006–07   | 2. Bundesliga              | 10°     |
| 2007–08   | 2. Bundesliga              | 16° ↓   |
| 2008–09   | 3. Liga (III)              | 12°     |
| 2009–10   | 3. Liga (III)              | 2° ↑    |
| 2010–11   | 2. Bundesliga              | 5°      |
| 2011–12   | 2. Bundesliga              | 15°     |
| 2012-13   | 2.Bundesliga               | 15º     |
| 2013-14   | 2.Bundesliga               | 14º     |
| 2014-15   | 2.Bundesliga               | 17º     |
| 2015-16   | 3.Liga                     | 2º      |
| 2016-17   | 2.Bundesliga               | 14º     |
| 2017-18   | 2.Bundesliga               | 16º     |
| 2018-19   | 2.Bundesliga               | 14º     |
| 2019-20   | 2.Bundesliga               | 7º      |
| 2020-21   | 2.Bundesliga               | 12º     |
| 2021-22   | 2.Bundesliga               | 17° ↓   |
| 2022-23   | 3.Liga                     | 14º     |

## Uniformes

### Uniformes atuais
- 1º - Camisa roxa, calção e meias roxas;
- 2º - Camisa branca, calção e meias brancas;
- 3º - Camisa laranja, calção e meias laranjas.

| 1º Uniforme | 2º Uniforme | 3º Uniforme |

### Uniformes anteriores
- 2018-19

| 1º Uniforme | 2º Uniforme | 3º Uniforme |

- 2017-18

| 1º Uniforme | 2º Uniforme | 3º Uniforme |

- 2016-17

| 1º Uniforme | 2º Uniforme |

- 2015-16

| Primeiro | Segundo | Terceiro |

- 2014-15

| Primeiro | Segundo | Terceiro |

- 2013-14

| Primeiro | Segundo |  |

- 2012-13

| Primeiro | Segundo |

- 2011-12

| Primeiro | Segundo | Terceiro |  |

- 2010-11

| Primeiro | Segundo | Terceiro |